# Йоркана (Пенсільванія)
Йоркана (англ. Yorkana) — місто (англ. borough) в США, в окрузі Йорк штату Пенсільванія. Населення — 239 осіб (2020).

## Географія
Йоркана розташована за координатами 39°58′33″ пн. ш. 76°35′5″ зх. д. / 39.97583° пн. ш. 76.58472° зх. д. (39.975960, -76.584701).  За даними Бюро перепису населення США в 2010 році місто мало площу 0,44 км², уся площа — суходіл.

## Демографія
Згідно з переписом 2010 року, у селищі мешкало 229 осіб у 96 домогосподарствах у складі 68 родин. Густота населення становила 516 осіб/км².  Було 103 помешкання (232/км²).
Расовий склад населення:
| - 97,8 % — білих - 0,9 % — чорних або афроамериканців - 0,4 % — корінних американців |

До двох чи більше рас належало 0,0 %. Частка іспаномовних становила 3,9 % від усіх жителів.
За віковим діапазоном населення розподілялося таким чином: 23,6 % — особи молодші 18 років, 65,0 % — особи у віці 18—64 років, 11,4 % — особи у віці 65 років та старші. Медіана віку мешканця становила 39,6 року. На 100 осіб жіночої статі у селищі припадало 104,5 чоловіків;  на 100 жінок у віці від 18 років та старших — 94,4 чоловіків також старших 18 років.
Середній дохід на одне домашнє господарство  становив 57 217 доларів США (медіана — 47 321), а середній дохід на одну сім'ю — 62 231 долар (медіана — 53 750). Медіана доходів становила 43 125 доларів для чоловіків та 25 750 доларів для жінок. За межею бідності перебувало 14,0 % осіб, у тому числі 26,5 % дітей у віці до 18 років та 9,7 % осіб у віці 65 років та старших.
Цивільне працевлаштоване населення становило 141 особа. Основні галузі зайнятості: виробництво — 30,5 %, освіта, охорона здоров'я та соціальна допомога — 18,4 %, науковці, спеціалісти, менеджери — 11,3 %, роздрібна торгівля — 7,8 %.